# 胸線

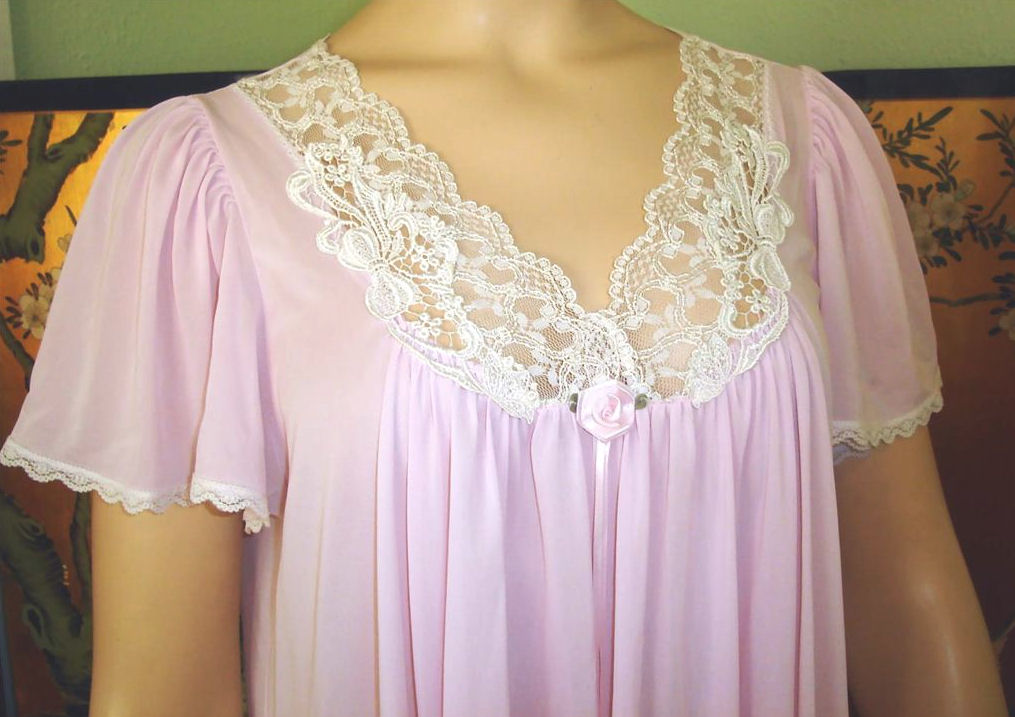
胸線較鬆的女用睡袍

胸線是指包圍身體胸部及背部，且通過乳頭的曲線，或是這一部份的周長（也稱為胸圍）。是在乳房的高度測量女性軀幹的周長。量測方式是讓女性手臂張開，用捲尺水平的繞過軀幹一圈，且捲尺需通過乳頭。
若是有關女性的服装，胸線是指穿著服裝時，女性胸部的輪廓，或者是專指服裝中位在胸部的部份，例如胸線很合身的禮服，胸線是女性服裝尺寸中重要的一部份。

## 其他量測方式
- 全胸圍（full bust）也是另一個胸圍量測的詞，但一般用在乳房罩杯至少到C的情形。
- 上胸圍（high bust）是量測乳房以上位置的女性胸圍。
- 下胸圍（under-bust）是量測乳房以下位置的女性胸圍。

這些量測一般是用量測女性服装的胸線，特別是非常緊身的衣服。